# Boronia ericifolia
Boronia ericifolia är en vinruteväxtart som beskrevs av George Bentham. Boronia ericifolia ingår i släktet Boronia och familjen vinruteväxter. Inga underarter finns listade i Catalogue of Life.